# Văn Yên (phường)
Văn Yên là một phường thuộc thành phố Hà Tĩnh, tỉnh Hà Tĩnh, Việt Nam.
Phường Văn Yên có diện tích 2,53 km², dân số năm 2007 là 3.843 người, mật độ dân số đạt 1.519 người/km².

## Khái quát quá trình hình thành và phát triển
Tháng 10 năm 1955, xã Thạch Yên được thành lập. Tháng 3 năm 2007, trên cơ sở điều chỉnh địa giới hành chính, xã được chuyển thành phường Văn Yên, và sáp nhập thêm tổ 11 của phường Tân Giang và 14 hộ Tiền Giang của xã Thạch Quý với tổng diện tích tự nhiên là 222,22 ha.

## Vị trí địa lý, diện tích tự nhiên
Từ xa xưa trên địa bàn Văn Yên đã có tuyến kênh Nhà Lê nối từ  kinh đô Hoa Lư đến Đèo Ngang đi qua, là tuyến đường thủy đầu tiên trong lịch sử Việt Nam và được coi là tuyến đường Hồ Chí Minh trên sông vì những đóng góp cho các cuộc chiến tranh của người Việt.
Phường Văn Yên nằm về phía Đông Nam thành phố Hà Tĩnh, phía Bắc giáp phường Tân Giang, phường Thạch Quý, phía Nam giáp phường Đại Nài, phía Đông giáp xã Tượng Sơn, huyện Thạch Hà (cách sông), phía Tây giáp phường Nam Hà.
Văn Yên từ xưa đến nay được người dân mến khách nơi đây gọi với cái tên mỹ miều là Thị trấn Tình yêu. Văn Yên xinh đẹp như một thiếu nữ 18 căng tràn nhựa sống nằm ưỡn mình tựa núi Nài, ngắm con sông Rào Cái mỗi lúc thủy triều lên.

## Dân cư
Hiện toàn phường có 888 hộ và gần 2222 nhân khẩu trải đều trên 5 khối phố.

## Hành chính
Gồm 5 tổ dân phố: Tây Yên, Tân Yên, Hòa Bình, Văn Thịnh, Văn Phúc.